# Нгата, Апирана
Сэр Апирана Турупа Нгата (маори Sir Apirana Turupa Ngata; 3 июля 1874, Те-Арароа, Новая Зеландия — 14 июля 1950) — известный новозеландский политик и юрист. В историографии Новой Зеландии нередко рассматривается как самый влиятельный из маорийских политиков, когда-либо бывших членами парламента. Известен своей деятельностью по защите языка и культуры народа маори.

## Молодость
Родился в маорийской семье в Те-Арароа (тогда — Кавакава), маленьком прибрежном городке в 175 км к северу от Гисборна. Родом из иви (клана) Нгати Пороу (Ngāti Porou). Отец его считался экспертом в местном фольклоре. Нгата рос в традиционной маорийской среде, с детства говорил на родном языке, однако отец также приложил все силы, чтобы ребёнок получше познакомился с «пакеха» (белыми переселенцами), считая это благом для родного клана.
Нгата посещал начальную школу в пос. Ваиомататини, а затем перешёл в Колледж Те Ауте, где получил «белое» образование. Со своими высокими оценками Нгата получил стипендию для поступления в Кентерберийский университетский колледж (сейчас — Университет Кентербери), где он изучал политологию и право. Получил степень бакалавра по политологии (1893), затем — лиценциата в Оклендском университете (1896).

## Брак
В 1895 году, за год до окончания обучения и получения диплома юриста, Нгата женился на Арихиа Кане Тамати (Arihia Kane Tamati), также из клана Нгати Пороу. Ранее Нгата был обручён с её старшей сестрой Те Рина (Te Rina), но она умерла до свадьбы, и Апирана предложил руку её младшей сестре, которой в момент брака было только 16 лет. В браке родилось 15 детей, из которых 3 мальчика и 1 девочка умерли в раннем детстве, а 6 девочек и 5 мальчиков дожили до зрелости.
Вскоре после получения диплома Апирана Нгата со своей женой вернулись в Ваиомататини (Waiomatatini), где построили дом. Нгата быстро получил известность в общине за свои усилия по улучшению социальных и экономических условий маори по всей стране. Он также активно работал по распространению маорийской культуры и её адаптации к современному обществу. Одновременно он приобрёл роль лидера иви Нгати Пороу (Ngāti Porou), особенно в сфере управления землёй и финансами.

## Политик
Толчком к участию Нгаты в большой политике стала его дружба с Дж. Кэрроллом, занимавшим пост министра по делам коренного населения в правительстве либералов. Нгата помогал Кэрроллу в подготовке законопроектов, защищавших права маори. Нгата стал депутатом парламента на выборах 1905 года от либеральной партии.
В парламенте Нгата проявил себя способным оратором, а в 1909—1912 годах был министром в либеральном правительстве. После поражения либералов ушёл вместе с ними в оппозицию.
Во время 1-й мировой войны активно участвовал в кампании по вербовке маори на фронт.
Хотя Нгата находился в оппозиции, он поддерживал достаточно хорошие отношения с оппонентами из правящей Реформистской партии. Особенно хорошие отношения поддерживал он с Г. Коутсом, который стал премьер-министром Новой Зеландии в 1925 году. При его участии были учреждены несколько правительственных комитетов, в частности, комитет по контролю фондов для маори (англ. Māori Purposes Fund Control Board) и Комитет по этнологическим исследованиям маори (Board of Māori Ethnological Research).
В это же время Нгата активно участвует в научной и литературной деятельности. Он публикует ряд трудов о маорийской культуре, включая Nga moteatea, коллекцию песен маори жанра ваиата. Благодаря его усилиям по всей стране было сооружено много новых домов встреч для маори. Он также поощрял среди маори занятия спортом, организовывал межплеменные соревнования. Наконец, он создал для маори должность епископа в Англиканской церкви.
В 1927 году был посвящён в рыцари (ранее среди маори этой чести удостоились Джеймс Кэрролл и Помаре).

## Министр по делам коренного населения
На выборах 1928 года Объединённая партия (новое название либералов) неожиданно победила. Нгата стал министром по делам коренного населения (в то время — третья по значимости должность в кабинете). В основном его работа на этом посту была посвящена земельной реформе. В 1929 от болезни умерли его жена и сын.
В 1932 году, однако, возросла критика в адрес Нгаты и возглавляемого им Департамента по делам коренного населения. Многие политики считали, что Нгата форсирует реформы, что создаёт организационные трудности и неразбериху. Было назначено расследование деятельности департамента, которое установило, что один из помощников Нгаты фальсифицировал отчётность. Сам Нгата подвергся критике за неуважение к требованиям официальных инструкций, которые, по его мнению, тормозили прогресс. Были высказаны обвинения (недоказанные), что Нгата осуществлял деятельность в интересах родного клана Нгати Пороу (Ngāti Porou). Нгата, отвергнув обвинения к нему лично, тем не менее признал нарушения в департаменте и ушёл в отставку с должности министра.
Многие маори были раздражены его отставкой, считая, что он стал жертвой «пакеха», стремившихся помешать его земельной реформе.
Хотя Нгата ушёл с должности министра, он продолжал избираться в парламент до 1943 года. После этого продолжал заниматься активной общественной деятельностью.
Портрет Нгаты изображён на новозеландской банкноте в 50 долларов.